# Afterglow (canção)
"Afterglow" é uma canção gravada em 2019 pelo músico inglês Ed Sheeran, disponibilizada para compra em plataformas digitais e serviços de streaming a partir de 21 de Dezembro de 2020 através das editoras discográficas Atlantic e Asylum. O seu vídeo musical, também divulgado no dia do lançamento da faixa, foi co-realizado por Nic Minns e Zak Walters. No dia do lançamento de ambos, o artista esclareceu que "Afterglow" seria apenas um lançamento independente e não o primeiro single de um álbum de estúdio, tendo sido disponibilizado como um presente de Natal para os seus fãs. A capa do single, revelada através de uma publicação no Instagram, foi desenhada por Sheeran.